# Ricardo Buzzi
Ricardo Luis Buzzi (Curitiba, ) é um carateca brasileiro. É formado em arquitetura pela Pontifícia Universidade Católica do Paraná.

## Trajetória esportiva
É tetracampeão mundial da modalidade.

### Premiações[1]
Possui diversas vezes medalha de ouro estadual em diferentes categorias, sendo o melhor atleta ranqueado do Paraná há vários anos. Tem mais de 80 título conquistados, nacionais e internacionais, entre eles:
Campeonato Brasileiro, Natal, Rio Grande do Norte, 2009
- Ouro em Kata, individual
- Prata em Kumite, individual
- Bronze em Kata, por equipes

Campeonato Brasileiro, Lauro de Freitas, Bahia, 2008
- Prata em Kata, individual
- Bronze em Kumite, individual
- Bronze em Kata, por equipes

Campeonatos Paranaenses adulto individual e por equipes, 2008
- Ouro em Kata, Kumite e Fuku-Go, individual
- Ouro em Kumite e Kata, por equipes
- Campeão absoluto individual do estado do Paraná

Campeonato Brasileiro, Goiânia, Goiás, 2007
- Prata em Kata, por equipes
- Bronze em Kata, individual
- Bronze em Kumite, por equipes